# Euchlanis phryne
Euchlanis phryne is een raderdiertjessoort uit de familie Euchlanidae. De wetenschappelijke naam van deze soort is voor het eerst geldig gepubliceerd in 1930 door Myers.